# Rivière Montrouis
Rivière Montrouis är ett vattendrag i Haiti. Det ligger i den centrala delen av landet, 60 km nordväst om huvudstaden Port-au-Prince.